# Fritz Saxl
Fritz Saxl (Vienna, 8 gennaio 1890 – Dulwich, 22 marzo 1948) è stato uno storico dell'arte austriaco.

## Biografia
Nato in una famiglia benestante di  origine ebraica, la sua formazione avvenne prima a Vienna con Max Dvořák, poi a Berlino con Heinrich Wölfflin. Nel 1911 entra in contatto con Aby Warburg. Del 1915 è il Beiträge zu einer Geschichte der Planetendarstellungen im Orient und im Okzident, con una nota in margine di Aby Warburg. Nello stesso anno è a Roma come borsista dell'Istituto Austriaco di Cultura e qui inizia la redazione del Verzeichnis astrologischer und mythologischer illustrierter Handschriften des lateinischen Mittelalters in römischen Bibliotheken, in 3 volumi, pubblicati nel 1915, nel 1927 e nel 1953.
Nel 1913 si trasferisce ad Amburgo per lavorare come assistente di Warburg. Dopo aver combattuto nella prima guerra mondiale sul fronte italiano per quattro anni, nel 1919, ammalatosi Warburg, viene chiamato ad Amburgo per occuparsi della biblioteca di cui assunse la direzione nel 1929, dopo la morte di Warburg, trasformandola in istituto di ricerca di rilievo internazionale con relative pubblicazioni di articoli, saggi e conferenze negli "Studien der Bibliothek Warburg" (titolo mutato in "Studies of the Warburg Institute" dopo il trasferimento della biblioteca a Londra). A Londra incontrerà nuovamente Anne-Marie Meyer, già sua allieva di college, che, assunta nel frattempo come impiegata presso il Warburg Institute, diventerà sua devota collaboratrice, oltre che esecutrice letteraria di Arnaldo Momigliano
Tra questi, nel 1923 lo storico, insieme a Erwin Panofsky, pubblica Dürers «Melencolia I». Eine quellen und typengeschichtliche Untersuchung in "Studien der Bibliothek Warburg", II, Leipzig-Berlino, poi ripreso e ampliato da Raymond Klibansky con il titolo Saturn and Melancholy. Studies in the History of Natural Philosophy Religion and Art, Londra 1964, tradotto in italiano con il titolo Saturno e la melanconia. Studi su storia della filosofia naturale, medicina, religione e arte, Torino 1983.
Nel 1931 pubblica Mytras, typengeschichtliche Untersuchungen. Nel 1932-33 pubblica, con Panofsky, Classical Mithology in Medieval Art. Nel 1934 tiene la conferenza "La fede astrologica di Agostino Chigi. Interpretazione dei dipinti di Baldassarre Peruzzi nella Sala di Galatea della Farnesina" pubblicata in Reale Accademia d'Italia, collezione La Farnesina, 1, 1934. Nel 1933 decide il trasferimento della biblioteca Warburg a Londra per sfuggire alle persecuzioni del nazionalsocialismo.
Dal 1937 inizia la pubblicazione del Journal of Warburg Institute a cui Saxl collabora con numerosi contributi. Del 1948 è British Art and the Mediterranean, scritto con Rudolf Wittkower e pubblicato postumo nel 1954 English Sculptures of the Twelfth Century. Postume sono state pubblicate le sue conferenze, Lectures (1957), parzialmente tradotto in italiano col titolo La storia delle immagini, Roma-Bari 1982.

## Opere
- Verzeichnis astrologischer und mithologischer illustrierter Handschriften des lateinischen Mittelalters in römischen Bibliotheken, 3 volumi, 1915, 1927, 1953.
- Frühes Christentum und spätes Heidentum, 1923.
- Antike Götter in der Spätrenaissance, 1927.
- (con Erwin Panofsky), Classical mythology in Medieval art, 1933.
- La fede astrologica di Agostino Chigi, 1934.
- (con Rudolf Wittkower), British art and the Mediterranean, 1948.

Pubblicazioni postume
- English sculpture of the 12th century, 1954.
- Lectures, 1957.
  - parzialmente tradotto in italiano come La storia delle immagini, Laterza, 1982.